# Li Deliang
Li Deliang (Guandong, República Popular China, 19 de septiembre de 1967) es un clavadista o saltador de trampolín  especializado en trampolín de 3 metros, donde consiguió ser medallista de bronce olímpico en 1988.

## Carrera deportiva
En los Juegos Olímpicos de 1988 celebrados en Seúl (Corea del Norte) ganó la medalla de  en los saltos desde el trampolín de 3 metros, con una puntuación de 665 puntos, tras el estadounidense Greg Louganis y su compatriota Tan Liangde.